# Distrito de Tomata
Tomata (苫田郡; -gun) é um distrito localizado na Província de Okayama, no Japão.
Em 2003 a população do distrito era estimada em 20 631 e a densidade populacional era de 33,22 habitantes por quilômetro km². A área total é de 621.03 km².

## Cidades e vilas
- Aba
- Kagamino
- Kamisaibara
- Kamo
- Okutsu
- Tomi